# Гандзюк, Яков Григорьевич
Я́ков Григо́рьевич Гандзю́к (1873 — 1918) — Георгиевский кавалер, генерал-майор (1917) Русской армии, военный деятель Украинской Народной Республики.

## Биография
Из крестьян. Православного вероисповедания. Родился в селе Багриновцы Багриневской волости Литинского уезда Подольской губернии Российской империи (ныне — Литинская поселковая община Винницкого района Винницкой области Украины) в украинской семье сельских обывателей. В июне 1911 года, за военные подвиги и беспорочную военную службу, был удостоен звания потомственного дворянства.
Окончил 5 классов Винницкого реального училища.

### Начало службы
5 ноября 1891 года Яков Гандзюк поступил на службу рядовым на правах вольноопределяющегося 2 разряда в 47-й пехотный Украинский Его Императорского Высочества Великого Князя Владимира Александровича полк. Через год, 4 октября 1892 года произведён в ефрейторы, а затем, 17 декабря того же года, в младшие унтер-офицеры.
6 сентября 1893 года, выдержав экзамен, поступил в младший класс Одесского пехотного юнкерского училища, которое окончил 26 июля 1895 года по 2-му разряду и выпущен подпрапорщиком в 61-й пехотный Владимирский полк. В следующем году, 24 декабря, Я. Гандзюк произведён в подпоручики, а 1 мая 1901 года — в поручики. С 5 февраля 1901 по 3 июня 1903 года был адъютантом 1-го батальона.

### Русско-японская война и последующая служба
13 марта 1904 года Яков Гандзюк был переведён в 6-й Восточно-Сибирский стрелковый полк. С 18 по 21 мая он временно командовал 11-й ротой. 18 ноября был назначен исправляющим должность (исполняющим обязанности) заведующего хозяйством 3-го батальона. 17 декабря участвовал в бою у деревни Линшингоу. На следующий день был прикомандирован к 12-му пехотному Великолуцкому полку. Участвовал в боях у деревни Ламатунь (19 декабря), у деревни Кудяза на правом берегу реки Хуньхэ (23 декабря), к северу от Синминтина (3 января 1905 года).
С 9 по 28 января 1905 года временно командовал 15-й ротой. С 29 января 1905 года был назначен командиром 1-й роты. С 12 по 25 февраля участвовал в сражении под Мукденом. Со 2 по 9 марта — при отступлении от города Телина на Сыпингайские позиции. 12 марта 1905 года Яков Григорьевич был произведен в штабс-капитаны. 26 августа назначен исправляющим должность смотрителя подвижного госпиталя № 25.
23 января 1906 года Яков Гандзюк был переведён в 12-й пехотный Великолуцкий полк с назначением командиром 4-й роты. 20 февраля выехал из Маньчжурии в Россию, куда прибыл 11 марта. С 3 апреля по 30 августа временно командовал 1-й ротой, а с 30 августа был назначен младшим офицером этой роты. 14 сентября он был прикомандирован к нестроевой роте, с 26 октября назначен её командиром.
20 октября 1908 года Я. Гандзюк был переведён в 177-й пехотный Изборский полк, где временно командовал ротами: 11-й — с 11 по 18 ноября, 1-й — с 4 января по 3 февраля 1909 года, 6-й — с 23 февраля по 4 марта и 3-й — с 4 марта. 25 апреля 1909 года Яков Григорьевич был командирован на окружные штабс-капитанские стрелковые курсы при Двинском лагере, которые успешно окончил 22 сентября. С 18 июля по 8 ноября он снова временно командовал 3-й ротой 177-го пехотного Изборского полка. С 8 ноября 1909 года по 28 февраля 1910 года был начальником полковой команды разведчиков. 28 февраля 1910 года назначен временно командующим 8-й ротой, а 15 апреля — утверждён в должности ротного командира. 2 ноября снова назначен начальником команды разведчиков.
Высочайшим указом Правительствующему Сенату № 1800 от 4 июня 1911 года Яков Григорьевич Гандзюк был утверждён с семейством в потомственном дворянском достоинстве Российской империи.
15 июня 1912 года он был переведён на службу в 180-й пехотный Виндавский полк и через три дня, 18 июня, произведён в капитаны. По прибытии в полк 7 июля 1912 года, назначен командиром 4-й роты. С 24 августа по 26 сентября 1912 года командовал 4-й ротой запасных нижних чинов, отбывающих учебный сбор. 24 февраля 1914 года произведён в подполковники.

### Первая мировая война
27 февраля 1914 года был переведён в 147-й пехотный Самарский полк и назначен 1 апреля командиром 2-го батальона. 12 августа выступил с полком в поход. Он участвовал во многих боях и перестрелках. 15 октября в бою у деревни Павловице был ранен и контужен шрапнелью в правую часть туловища. 5 января 1915 года за боевые отличия произведён в полковники.
12 марта 1915 года Яков Григорьевич был назначен командиром 1-го батальона 147-го пехотного Самарского полка. 1 апреля в бою у деревни Козёво (Козювка) он был ранен в кисть левой руки пулей навылет с повреждением сустава безымянного пальца и контужен в правую ногу. 17 апреля назначен командиром 4-го батальона Самарского полка, а 6 июня — 3-го. 26 июня в бою у деревни Жуков на реке Золотая Липа был контужен камнем от разорвавшегося снаряда в мизинец правой руки. С 16 июля по 30 августа и с 8 по 30 ноября временно командовал Самарским полком. С 9 по 28 декабря временно командовал 146-м пехотным Царицынским полком.
11 января 1916 года был назначен командиром 91-го пехотного Двинского полка. 22 сентября в бою у деревни Жолнувка был контужен тяжёлым артиллерийским снарядом. По выздоровлении, 3 декабря, вернулся в полк. Всего же за время войны Яков Григорьевич был ранен девять раз.
17 апреля 1917 года — назначен бригадным командиром 23-й пехотной дивизии. 6 июня был произведён в генерал-майоры.
30 июня 1917 года был назначен начальником 104-й пехотной дивизии в составе 34-го армейского корпуса под командованием генерал-лейтенанта П. Скоропадского. Позже, после украинизации, дивизия стала именоваться 1-й Украинской пехотной дивизией (в составе 1-го Украинского армейского корпуса). После Октябрьской революции 1917 года, свершившейся в Петрограде, 1-й Украинский корпус перешёл на сторону украинской Центральной Рады.

### Служба в армии УНР и гибель
После выхода в декабре 1917 года Скоропадского в отставку, исполнял должность командира 1-го Украинского корпуса. Согласно аттестату № 321 от 15 января 1918 года, был начальником 1-й Украинской пешей казацкой дивизии войск Украинской народной республики.
26 января (8 февраля н. ст.) 1918 года Киев был захвачен войсками Муравьёва. Правительство Украинской народной республики спешно эвакуировалось в Житомир, не сообщив об этом армейским частям. 27 января (9 февраля н. ст.) 1918 года Гандзюк, вместе с начальником штаба корпуса генерал-майором Я. В. Сафоновым и начальником оперативного отдела штаба корпуса полковником Гаевским, на автомобиле, без охраны, прибыл в Киев из Белой Церкви, где размещался штаб корпуса, на запланированное ранее совещание в Генеральном секретариате Центральной Рады. В пригороде Киева автомобиль был остановлен красногвардейской заставой, украинские военачальники захвачены в плен и, после отказа перейти на сторону большевиков, расстреляны. Во время казни Гаевский был ранен, выжил и смог скрыться.

## Память
Летом 1918 года тело генерала Гандзюка нашли в общей могиле на одном из кладбищ (на теле было 12 штыковых ран) и перезахоронили с воинскими почестями на кладбище Выдубицкого монастыря в Киеве. В 1950-е годы его могила была уничтожена; восстановлена в 1990-х годах.

## Семья
Жена — дочь действительного статского советника Вера Александровна Чудинова. Сын — Георгий (р. 27 августа 1910).

## Награды
- Орден Святой Анны IV степени с надписью «За храбрость» (12 февраля 1905)
- Орден Святого Станислава III степени с мечами и бантом (5 мая 1905)
- Орден Святого Георгия IV степени (30 августа 1907) —

«за выдающуюся отвагу и распорядительность, выказанные 25 февраля 1905 года подле деревень Санканцзы и Вазые при прорыве сквозь неприятеля со знаменем полка»
- Орден святой Анны III степени (16 февраля 1911)
- Георгиевское оружие (12 января 1915; награда утверждена высочайшим приказом 1 июня 1915) —

«за то, что вступив 12 октября 1914 г. в командование батальонами, находившимися на левом берегу р. Вислы у фольварка Кемпа Петровинска, сделал разведку рощи, а затем выбил из окопов и рощи противника, оставившего 50 убитых и 89 пленных нижних чинов и 1 офицера. 15 октября блестяще руководил боевой частью полка при ночной атаке дер. Павловице, а к утру 16-го овладел высотами, что западнее этой деревни»
- Орден Святого Станислава II степени с мечами (8 сентября 1915)
- Орден Святого Владимира IV степени с мечами и бантом (26 октября 1915)
- Французская Военная медаль «Military» (20 ноября 1915)
- Орден Святого Владимира III степени с мечами (26 января 1916)
- Орден Святого Станислава I степени с мечами (5 октября 1917)
- Предоставлено право на ношение медалей:
  - Медаль «В память Японской войны 1904—1905 г.» (1906)
  - Медаль «В память 100-летия Отечественной войны 1812 г.» (25 мая 1913)
  - Медаль «В память 300-летия царствования дома Романовых» (21 июня 1913)
- Право на ношение отличия, установленного для раненых, контуженых или отравленных удушливыми газами офицеров
- За отличия в делах против неприятеля объявлено Высочайшее Благоволение (14 декабря 1916).